# 儀武息一
儀武 息一（ぎぶ そくいち、1941年 - 2012年8月27日）は、沖縄県島尻郡知念村出身の沖縄の空手家であり、沖縄空手道小林流武徳館・総本部の会長である。範士十段。

## 来歴
幼少の頃より空手に親しみ、1956年に剛柔流・古武道を学ぶ。1960年に知花朝信の弟子である仲里周五郎より空手の手ほどきを受ける。1971年に六段を仲里より授与。1975年には仲里の沖縄空手道小林流小林館協会の副会長に就任。1980年に七段教士を授与され、小林流小林館浦添道場を開設。1989年に八段免状を授与。
1993年に沖縄空手道小林流小林館協会を脱会し、沖縄空手道小林流武徳館を設立し、会長に就任する。同年に九段免状を国際武道空手連盟より授与される。2006年に日本空手道道場会より十段位を授与される。2007年に沖縄空手古武道連盟より十段位を授与される。
アメリカのバージニア州に支部道場があり、毎年セミナーを行い指導をしていた。
2012年8月27日、脳内出血のため死去。